# District de Monze
Pour les articles homonymes, voir Monze (homonymie).
Le district de Monze est un district de Zambie, situé dans la Province Méridionale. Le district porte le nom de sa ville capitale, Monze.

## Situation géographique
Le district de Monze est bordé par les districts de Namwala, Choma, Pemba, Gwembe, Siavonga, Chikankata, Mazabuka et Itezhi-Tezhi. 

## Population
Le district avait une population de 163 578 personnes en 2000, de 191 872 personnes en 2010, et sa population en 2017 est estimée à 217 971 personnes. D'après le recensement zambien de 2010, 49 % de la population sont des hommes ; 48,5 % des personnes ont entre 0 et 14 ans, 48,4 % entre 16 et 64 ans, et seulement 3 % ont plus de 65 ans.
21,8 % de la population vit en milieu urbain, et 78,2 % en milieu rural.

## Personnalité liée au district
- Hakainde Hichilema (1962-), économiste, homme d'état zambien et président la Zambie depuis 2021.